# Hohenwart (Mehring)
Das Kirchdorf Hohenwart ist ein Gemeindeteil der Gemeinde Mehring im oberbayerischen Landkreis Altötting.

## Geschichte
In Hohenwart befand sich im 12. Jahrhundert eine inzwischen abgegangene Burg der Grafen von Tegernwang. Die heutige katholische Kirche St. Nikolaus in Hohenwart, eine Nebenkirche von Mehring, ist ein stattlicher Tuffquaderbau aus der Zeit um 1470. Hohenwart wurde mit dem zweiten Gemeindeedikt 1818 Teil der Ruralgemeinde Mehring.

## Wirtschaft
Im Gewerbegebiet Hohenwart haben sich dank der guten Verkehrsanbindung an die Bundesstraße 12 einige Dienstleistungs- und Produktionsbetriebe angesiedelt. Bedingt ist dies auch durch die Nähe zu Burghausen und den dortigen Industrieunternehmen wie Wacker-Chemie AG und der Raffinerie OMV Deutschland GmbH sowie zum Werk Gendorf, ehemals Hoechst AG.